# Michaił Romodanowski (1653–1713)
Michaił Grigoriewicz Romodanowski ros. Михаил Григорьевич Ромодановский (ur. 1653 – zm. 1713) – gubernator Moskwy od 1712 roku, wojewoda pskowski w latach 1685–1687, kijowski 1689–1692, bojar.
Był synem kniazia Grigorija Grigoriewicza. 
Uczestnik walk w latach 1697–1711. W 1697 wysłany z korpusem wojsk rosyjskich nad litewską granicę do Wielkich Łuk w celu wymuszenia w czasie wolnej elekcji w Rzeczypospolitej porzucenia francuskiej kandydatury 
księcia Conti. W 1698 roku uśmierzył powstanie strzeleckie w Toropcu.